# Star Wars: Republic Commando
Star Wars: Republic Commando es un videojuego de disparos en primera persona (FPS) ambientado en el universo de Star Wars, desarrollado por Lucas Arts y lanzado en marzo de 2005 para PC y Xbox. El juego narra las vivencias y misiones de un comando de élite de la República, el escuadrón Delta, durante las Guerras Clon. Cronológicamente, se establece entre el episodio II y el episodio III. Los protagonistas son el Escuadrón Delta . 

## Argumento
El juego comienza con un breve resumen del desarrollo, entrenamiento y vida de un comando clon, Delta 38, en las instalaciones del planeta Kamino desde que es un niño hasta que está listo para entrar en combate, y es enviado junto con el resto de su escuadrón, Delta 40 (Fixer), segundo al mando y experto en informática; Delta 62 (Scorch) encargado de demoliciones y explosivos y Delta 07 (Sev), francotirador, a Geonosis, donde se acaba de desatar la primera batalla de las Guerras Clon. 
En Geonosis les encomiendan su primera misión: la búsqueda y eliminación de un oficial del ejército confederado, un geonosiano llamado Sun Fac. El jefe del escuadrón, manejado por el jugador, es desplegado en el coliseo, donde horas antes los jedi luchaban, y debe reunirse con el resto del escuadrón que ha sido desplegado en distintos sitios. Tras reunirse con ellos y acabar con Sun Fac, deben neutralizar una fábrica de droides subterránea para balancear la batalla de la superficie a favor de la República. Finalmente, el escuadrón es requerido para obtener los códigos de lanzamiento de las naves separatistas de una de sus enormes naves núcleo y como objetivo secundario, acabar con la nave. El escuadrón Delta cumple su misión y mientras los jedi se llevan la victoria, ellos abandonan Geonosis con la certeza de haber cumplido perfectamente su importante cometido.
Un año después, el ya veterano escuadrón Delta es enviado a la RAS Prosecutor, nave de asalto planetario de la República y antigua guarnición del escuadrón antes de su despliegue en Geonosis, que ha aparecido en el espacio sin dar señales de ningún tipo. Los miembros del escuadrón se infiltran por distintos sitios, pero pronto se topan con problemas. La nave ha sido tomada por los trandoshanos, una especie alienigena reptiliana que pretende vender información de la nave a la Confederación a cambio de ayuda para poder doblegar y esclavizar a los wookies. El escuadrón consigue a duras penas reunirse y hacer frente a los trandoshanos, pero entonces sale del hiperespacio una nave de la Confederación que comienza a atacar al Aclamador con droides. Los Delta consigue cerrar los hangares para evitar que los droides desembarquen en la nave y activan los cañones de defensa, justo a tiempo para que entre estos y otra nave de la República puedan abatir a los separatistas.
Poco después son enviados a Kashyyyk, el planeta natal de los wookies, con la misión de investigar sobre la posible alianza entre los separatistas y los trandoshanos. El primer objetivo es rescatar al líder de los wookies, Tarfful, quien fue secuestrado por las fuerzas enemigas, y reconocer el estado de las bases enemigas dentro del planeta aliado. Durante el rescate de Tarfful el escuadrón se encuentra con una sorpresa, el general Grievous, uno de los comandantes del ejército droide que se encuentra en Kashyyyk y lleva consigo a su guardia, los Magnaguardas, unos androides sumamente avanzados que traen serios problemas a lo largo de su misión a los Delta. Una vez completado el rescate, el equipo se da cuenta de que los trandoshanos tienen una base en el planeta. Esta base debe ser eliminada de inmediato para darle a los wookies una oportunidad de sobrevivir. Los invasores son detenidos pero no derrotados. Kachirho, la ciudad principal de los wookies en Kashyyyk, debe ser defendida no sólo de los trandoshanos, sino también de las fuerzas droides separatistas que han descendido al planeta. Después de una fiera lucha, los comandos logran defender la ciudad y de paso destruir uno de los cruceros de la Confederación que se encuentra estacionado en un hangar dentro del árbol-ciudad que es Kachirho. Finalmente, al escuadrón se le revela la verdadera naturaleza de su misión. Kachirho era el primer paso para el inicio del desembarco de la República en Kashyyyk, que tiene como propósito defender el planeta de los separatistas y salvar a los wookies de la esclavitud. El maestro jedi Yoda, que comanda la acción republicana, envía un grupo de avanzada a Kachirho para reunirse con el escuadrón Delta que vuelve sin más de nuevo a la acción, dando inicio a la Batalla de Kashyyyk. En esta última misión, 07 es declarado "desaparecido en combate".
- Datos: Q862542